# Leopold Helweg
Leopold Hans Andreas Helweg (født 2. marts 1851 i København, død 6. august 1920) var en dansk havebrugs- og landøkonomisk forfatter, søn af Ludvig Nicolaus Helweg.
Efter praktisk uddannelse i gartneri tog Helweg 1877 havebrugseksamen og siden eksamen i driveri og blomstergartneri, rejste udenlands og blev 1878 ansat som assistent ved Landbohøjskolens have og botaniske undervisning. Efter 6 års forløb frasagde Helweg sig denne stilling og var derefter væsentligst beskæftiget med landøkonomisk forsøgsvirksomhed.
Fra 1886 blev han leder af de af Foreningen til Kulturplanternes Forbedring med statsunderstøttede anlagte rodfrugtforsøg og senere (fra 1893) leder af statens bevægelige rodfrugtforsøg. I disse stillinger har Helweg gennem et meget stort antal forsøg og forsøgsrækker indvundet resultater, der var af den største økonomiske betydning for det praktiske landbrug, og som ingen anden i Danmark gennemarbejdet spørgsmålene om rodfrugternes foderværdi og de forskellige roestammers relative dyrkningsværdi m. v.
Gennem en lang række beretninger og afhandlinger i landøkonomiske tidsskrifter (således i tidsskriftet "Om Landbrugets Kulturplanter", "Tidsskrift for Landøkonomi", men især i "Tidsskrift for Landbrugets Planteavl", fra 1914 "Tidsskrift for Planteavl"), har Helweg meddelt resultaterne af sin forsøgsvirksomhed. Det betydningsfulde spørgsmål om roefrøhandelen har Helweg bragt ind i rationelle former, lige tilfredsstillende for købere som for sælgere, hvortil i særlig grad har bidraget de fra 1908 at regne i "Tidsskrift for Planteavl" årligt offentliggjorte beretninger om høsten af roefrø i den forløbne sommer og om roefrøhandelen i den afvigte vinter.
Endvidere har Helweg 1906 udgivet Frøavl af Foderroer og 1918 Brugsfrøavl af Foderroer og Sukkerroer. Desuden har Helweg 1886—1901 været redaktør af "Gartner-Tidende", og heri, som andetsteds (bland andet i "Landmandsbogen") skrevet en mængde artikler om havebrugsforhold. 1895 udgav han en Lærebog i Plantedrivning. 1897—1902 har han som chefredaktør forestået udgivelsen af Nordisk illustreret Havebrugsleksikon, ligesom han besørgede den 2. meget forøgede og forbedrede udgave af samme værk (1910—12), hvoraf 3. udgave begyndte at udkomme sommeren 1919 og er digitaliseret under Projekt Runeberg. På sit specielle område har Helweg været medarbejder ved Landbrugets Ordbog i dens 2 udgave.